# Yevgueni Mavrodiev

## Algunas publicaciones
- 2000. Distribution of Eragrostis multicaulis Steud. in Russia. Bjull. Moskovs. Obäö. Isp. Prir. Otd. Biol. 105, 3: 68-69

### Libros
- 1999. New species of cat-tail (Typha L.) from Caucasus. Feddes Repertorium 110 ( 1-2): 127-132

- La abreviatura «Mavrodiev» se emplea para indicar a Yevgueni Mavrodiev como autoridad en la descripción y clasificación científica de los vegetales.[1]